# Ołeksij Kurinnyj
Ołeksij Wiktorowycz Kurinnyj ukr. Олексій Вікторович Курінний (ur. 22 maja 1986 w Bachmucie, obwód doniecki, USRR, ZSRR, zm. 6 września 2017 w miejscowości Masewicze, rejon rokicieński, obwód rówieński, Ukraina) – ukraiński prawnik, działacz społeczny, publicysta, politolog, poeta oraz aktywista z obrony języka ukraińskiego. Zajmował się także problematyką asymilacji Ukraińców i Rusinów na Słowacji. Jest autorem lub współautorem ponad 50 publikacji naukowych i analitycznych z dziedziny prawa, historii, socjolingwistyki, etnografii, współautorem monografii i podręczników, a także artykułów naukowych.

## Życiorys
Ołeksij urodził się 22 maja 1986 roku w Bachmucie na Donbasie, gdzie jego matka musiała przeprowadzić się po katastrofie w Czarnobylskiej Elektrowni Jądrowej. Ołeksij we wczesnym dzieciństwie mieszkał na Donbasie i na Czerkaszczynie, natomiast całe swoje świadome życie spędził w Kijowie. W 2003 roku ukończył z wyróżnieniem gimnazjum „Kolegium Kijowsko-Mohylańskie”, a w 2009 roku ukończył studia na Narodowym Uniwersytecie „Akademia Kijowsko-Mohylańska”, gdzie później, w latach 2009–2017, pracował jako starszy wykładowca na Katedrze Prawa Międzynarodowego i Specjalnych Nauk Prawnych Wydziału Prawa. W latach 2013–2017 – wiceprzewodniczący organizacji Proswity Kijowa.
Jest współautorem wielu projektów ustaw, takich jak „O służbie państwowej”, „O opłatach administracyjnych”, „O prawach rdzennej ludności Ukrainy”, „O prawnym następstwie Ukrainy od ukraińskich podmiotów państwowych”, „O języku państwowym”, oraz autorem poprawek do projektu ustawy „O zmianie niektórych ustaw Ukrainy dotyczących ochrony przestrzeni informacyjnej telewizyjnej i radiowej na Ukrainie”.
Ołeksij Kuriny zginął 6 września 2017 roku w wypadku drogowym na trasie Kijów-Kowel na północy obwodu rówieńskiego. Wracał z Polski z konferencji poświęconej przeciwdziałaniu rosyjskiej hybrydowej agresji informacyjnej. Pochowany na południowym cmentarzu blisko Kijowa.

## Upamiętnienie pamięci
W lipcu 2018 roku wydawnictwo „Prosvita” opublikowało książkę jego wierszy „Żyję dla Ukrainy”. Książka zawiera twórczość poetycką z lat 1999–2017. Oprócz wierszy zawiera również przekłady poetyckie i fotografie z rodzinnego archiwum. 7 września 2019 roku na fasadzie „Kolegium Kijowsko-Mohylańskiego”, gdzie Oleksij Kurinnyj studiował, umieszczono tablicę pamiątkową. 16 października 2020 roku odbyła się prezentacja monografii Oleksija Kurinnego „Wdrażanie prawa do samostanowienia politycznego w nowoczesnym systemie prawnym Ukrainy (XX – początek XXI wieku)” w Muzeum Narodowego Uniwersytetu „Akademia Kijowsko-Mohylańska”.
Pamięci Oleksija Kurinnego poświęcony jest projekt muzyczny i oświatowy „Nowa ukraińska klasyka” wiolonczelisty Wasyla Babycza. Projekt po raz pierwszy zabrzmiał w miejskiej bibliotece w Dnieprze 10 czerwca 2018 roku. Później koncerty odbyły się także w Kijowie, Lwowie i obwodzie lwowskim. W czerwcu 2022 roku Kijowska Komisja Toponimiczna przeanalizowała i zatwierdziła wyniki głosowania w sprawie zmiany nazwy ulicy Karola Marksa w rejonie Desnianskim w Kijowie na ulicę Oleksija Kurinnego. 27 września 2022 roku ulica ta została przemianowana. 25 września 2022 roku na Narodowym Uniwersytecie „Akademii Kijowsko-Mohylańskiej” zostało przyjęte rozporządzenie o uhonorowaniu imienia Ołeksija Kurinnego dla studentów, „w celu zachowania pamięci Ołeksija w murach jego uczelni, wspierając kontynuację jego dоrobku”.